# Gimnasia aeróbica

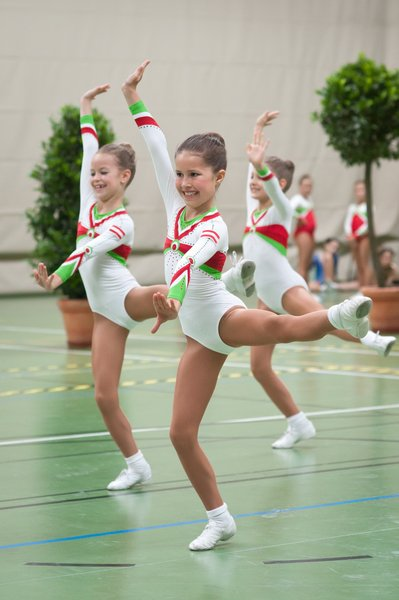
Trío de gimnasia aeróbica en Austria. Grupo de edad de 12 a 14 años.

Para el ejercicio no competitivo véase anaeróbico y aerobic
La gimnasia aeróbica, antes conocida como aeróbic deportivo, es una disciplina de la gimnasia en la que se ejecuta una rutina de 1 minuto con movimientos de alta intensidad derivados del aeróbic tradicional además de una serie de elementos de dificultad. Esta rutina debe demostrar movimientos continuos, flexibilidad, fuerza y una perfecta ejecución en los elementos de dificultad. 

## Historia
La gimnasia aeróbica se empezó a difundir por diversos países, gracias, en parte, al aporte de algunas personas famosas como la actriz Jane Fonda o Sidney Rome, que tras descubrir el sentido lúdico de este tipo de ejercicio, pero también sus extraordinarios efectos para el organismo, decidieron contribuir en la tarea de darlo a conocer.
Los orígenes de la aeróbica tal y como la entendemos en la actualidad, podemos situarlos en el año 1968. En este año apareció publicado por primera vez en Estados Unidos un libro titulado "Aerobics" o Aeróbicos. Su autor el Doctor Kenneth H. Cooper, médico de las fuerzas armadas estadounidenses, expone en la obra, el programa de entrenamiento que él mismo diseñó para los miembros de las fuerzas armadas de su país. Sin embargo, algunas fuentes atribuyen el término "aerobic" a Pasteur (Francia 1875).
El programa del Dr. Kenneth consistía en llevar a cabo esfuerzos durante periodos de tiempo prolongado, con el fin de aumentar el rendimiento y la resistencia de quienes lo realizaban, disminuyendo así el porcentaje de riesgo a sufrir enfermedades cardíacas y respiratorias, tales como infarto o la arteriosclerosis. En este primer tratado sobre la aeróbica, se predican las excelencias de este ejercicio y se defiende la práctica de un ejercicio físico de baja y mediana intensidad, cuyo objetivo fundamental es el desarrollo del sistema cardiovascular.
En 1969 Jackie Sorensen propone a Kenneth H. Cooper la posibilidad de utilizar la  gimnasia aeróbica como método de entrenamiento gimnástico para las esposas de los militares norteamericanos en una base de Puerto Rico, frente a la tradicional gimnasia de mantenimiento.
Tras el éxito de "Aerobics" Kenneth publicó en 1970 un segundo tratado sobre la aeróbica adaptado a personas mayores de 35 años titulado "The new aerobics", decir, la Nueva Aeróbica y un tercero adaptado especialmente para mujeres titulado "Aerobics for Women" en castellano, Aeróbicos para Mujeres.
A partir de este programa inicial, creado por el que se considera el padre de la aeróbica, apareció primero en Estados Unidos y posteriormente en otros países del mundo la moda del jogging, o el trote,  que es la forma más popular de practicar un entrenamiento aeróbico de resistencia.
Con el paso de los años se pensó en la posibilidad de combinar música y elementos de disciplinas diferentes: jogging, jazz, gimnasia, baile, y crear así algo nuevo. El resultado de esta combinación es lo que se ha denominado danza aeróbica (o aerobic dance), que consiste en bailar al ritmo de la música pero de una manera aeróbica, es decir, siguiendo los principios básicos que debe cumplir todo ejercicio aeróbico.
Jackie Sorensen funda el año 1970 en Nueva Jersey el "Aerobic Dancing Inc." primer estudio donde se ofrecen clases de aeróbicos al público en general.
A principios de los 80 el aerobic Dance llega a Europa donde desde 1969 se practicaba la Danza Jazz sobre la que más tarde Judi Sheppard fundaría una modalidad denominada Jazzercise. Así mismo, Monika Becman había creado la Gimnasia Jazz con base en la gimnasia moderna y nacida por la necesidad de utilizar la música como factor educativo en sus clases de educación física.
Pero aunque a simple vista este tipo de terapias pueden parecer iguales a la aeróbica, en muchos estudios se ha tratado erróneamente de atribuirles la paternidad de este ejercicio. Aunque muchas terapias utilicen música y se basen en la realización de un ejercicio físico, sólo la aeróbica contiene un objetivo básico e indispensable que es el hecho de realizar un entrenamiento gimnástico seguro y eficaz, utilizando únicamente la energía proveniente del sistema aeróbico de producción de energía. Aunque en el Aerobic Dance se utilice la música y se baile con ella, su origen no proviene del baile, sino del entrenamiento de ejercicios aeróbicos.
Hoy día la danza aeróbica posee innumerables seguidores en todo el mundo. En 1988 la aeróbica era el tercer deporte más practicado en los Estados Unidos pasando a ocupar el segundo lugar un año después.
La palabra aeróbic literalmente significa “con oxígeno” o “en presencia de oxígeno”, el ejercicio aeróbico es una actividad que utiliza los grandes grupos musculares para mantener una intensidad deseada durante un periodo de tiempo largo, de forma rítmica.
El aeróbic deportivo debe demostrar movimientos continuos, flexibilidad, fuerza, potencia, agilidad, coordinación, ritmo, sentido musical y expresión, con utilización de los movimientos característicos de la disciplina (combinaciones coreográficas de brazos y piernas de alta intensidad y gran complejidad).

## Categorías
- Individual: una sola chica o un solo chico.
- Parejas.
- Parejas mixtas: Hombre y mujer.
- Tríos: De hombres, de mujeres o mixtos.
- Grupos (5 personas): De hombres, de mujeres o mixtos.
- Aerodance (8 personas): De hombres, de mujeres o mixtos.
- Aerostep (8 personas): De hombres, de mujeres o mixtos.

## Puntuación
El ejercicio se puntuará según 3 funciones
Se evalúa:
- La coreografía según la composición de movimientos aeróbicos y la transición entre ellos, la integración con los elementos de dificultad y las figuras.
- El uso de la música en la coreografía.
- Las combinaciones de pasos aeróbicos y movimientos de brazos.
- La utilización bien distribuida del espacio.

- La presentación y el compañerismo.

### Ejecución
Se evalúa:
- La habilidad para ejecutar los movimientos con máxima precisión
- El ritmo, es decir, la realización de los movimientos en consonancia con la música, y la sincronización, que es la capacidad de los gimnastas para hacer los movimientos a la vez.
- El showmanship.
- La complejidad de los movimientos.

### Dificultad
Se evalúan los elementos de dificultad realizados durante la rutina. El máximo en la categoría de seniors es de 10 elementos. Esta categoría puede realizar mínimo 1 elemento por cada familia, y con un valor mínimo de 0.3
- El área de dificultad se divide en 4 familias:
  - Familia A (fuerza dinámica)
  - Familia B (fuerza estática)
  - Familia C (saltos)
  - Familia D (flexibilidad y equilibrio)

Cada elemento tiene un valor, desde 0.1 hasta 1 punto.
Por ej: Wenson push up tiene un valor de 0,3.

### Penalizaciones
Se aplican penalizaciones en determinados casos, como por ejemplo al salirse de la pista, no durar el ejercicio el tiempo reglamentario, etc.
Dentro de las penalizaciones también se encuentran aquellas referentes a vestuario inadecuado; por ejemplo, los hombres no pueden usar mangas largas en su vestuario, el tipo de tela no puede ser del tipo desnudo, no se pueden usar transparencias, ni vestuarios con aditamentos extras como plumas, o exceso de adornos ni el pelo suelto.